# Азнефтемаш
ОАО «Азнефтемаш» — завод изготовителей различного нефтегазового оборудования, подъёмных агрегатов, специальной техники и инструментов для нефтегазовой отрасли. Азнефтемаш является многолетним партнером ПАО «АвтоКрАЗ».
ОАО «Азнефтемаш» основано в 1953 году. В период СССР являлось одним из самых крупных заводов в Закавказье, выпускающих машины и механизмы.
В 1999 году Азнефтемаш стал выпускать оборудование, используемое в нефтяной и газовой промышленности: буровые устройства, технику специального назначения, задвижки высокого давления и прочие инструменты.
Оборудование используется в нефтяной и газовой промышленности Азербайджана и стран СНГ.
Производимое оборудование сконструировано в соответствии с требованиями нефтяников. Наряду с основными производственными отраслями в предприятии также функционируют сталеплавильные цеха.